# Europastraße 53
Die Europastraße 53 (E 53) ist eine Europastraße, die sich in einer Nordost-Südwest-Richtung durch Tschechien nach Deutschland erstreckt. Sie beginnt in Plzeň (Pilsen), überquert bei Železná Ruda (Markt Eisenstein) und Bayerisch Eisenstein die deutsch-tschechische Grenze und endet schließlich in München.

## Verlauf
- Straße I. Klasse 27: Pilsen, Verbindung zu den Europastraßen E 50 und E 49 über Přeštice, Švihov u Klatov und Klatovy (Klattau) bis  Železná Ruda.
- Grenzübergang CZ / D
- B 11: Bayerisch Eisenstein über Zwiesel, Regen, Patersdorf, Ruhmannsfelden bis Deggendorf
- A 92: Deggendorf über Dingolfing, Landshut, Freising nach München